# In partibus infidelium

In partibus infidelium est une locution latine adjective signifiant « dans les contrées des infidèles ». Elle est souvent abrégée en in partibus (ou encore simplement : ipi). Toujours utilisée adjectivement, l’expression indiquait que le diocèse, ou siège épiscopal, se trouvait dans des régions où le christianisme avait disparu, par suite de l’expansion musulmane : sans être officiellement supprimé, le diocèse n’existait plus comme communauté chrétienne locale.
Toutefois, après la séparation des Églises d'Orient et d'Occident, celle de Rome a aussi utilisé la locution pour désigner des sièges épiscopaux situés en terre chrétienne, mais non-catholique romaine, et pourvus d’évêques des Églises orientales : c’est pourquoi, au XIXe siècle, les Églises catholiques orientales ont obtenu du pape Léon XIII que, par la lettre encyclique du 3 mars 1882, la dénomination d’évêque in partibus infidelium soit changée en « évêque titulaire » et les diocèses concernés en « diocèses titulaires ».